# 合艾站
合艾站，是泰國南部宋卡府最大城市合艾的一座鐵路車站，由泰國國家鐵路局管理，屬南线。合艾站是泰國南部地區最大的火車站，也是一個國際性的樞紐火車站。它每天停靠28趟列車，包括擔任泰國國家鐵路列車與馬來西亞KTMB26列車。

## 恐怖襲擊
由於車站所在地宋卡府民族關係錯綜複雜，社會較為動盪，合艾站曾發生過多起炸彈爆炸事件。進入2007年後，當地治安局勢漸漸趨向穩定。